# Congregació de la Missió
|  | Aquest article tracta sobre l'orde religiós. Vegeu-ne altres significats a «Paüls (desambiguació)». |

La Congregació de la Missió, en llatí Congregatio Missionis, és una societat de vida apostòlica masculina fundada a París el 1625 per Vicenç de Paül. Els seus membres, anomenats també paüls o llatzeristes, posposen al seu nom les sigles C. M.

## Història
La congregació va ser fundada a París el 1625 per Vincent de Paul. Sacerdot nascut a pagès, en 1613 fou preceptor dels fills de Philippe Emmanuel de Gondi, marquès de Belle-Île, als que educava a la seva casa de camp. En 1617, quan confessava un camperol moribund a Gannes, s'adonà de la ignorància i misèria moral i material de la població rural, que no tenia cap accés a la instrucció. D'acord amb la marquesa Françoise Marguerite de Silly, va decidir de fer alguna cosa per esmernar-ho o el 25 de gener de 1617 va començar a predicar la seva primera missió popular a l'església de Folleville. El 17 d'abril va instituir una companyia de preveres per fer apostolat rural i evangelitzar la població rural, amb el nom de Preveres de la Missió.
En 1625 la companyia s'establí al col·legi dels Bons Enfants (París), on es formaven els preveres abans de marxar a predicar al camp, en missions que duraven entre vint dies i dos mesos. El 1632 la casa mare de la companyia es traslladà a l'antic priorat de Saint-Lazare, i a partir de llavors, els pares foren coneguts com a llatzeristes. La congregació fou aprovada per l'arquebisbe de París el 24 d'abril de 1626 i per Urbà VIII el 12 de gener de 1633 amb la butlla Salvatoris nostri. La primera regla, redactada pel fundador, es publicà el 17 de maig de 1658.
Vicenç de Paül no volia crear un nou orde religiós, sobretot per evitar que el temps de pregària i d'ofici diví destorbés l'apostolat actiu dels seus membres i la seva tasca educadora. Per tant, els seus membres no feien vots solemnes, sinó vots simples i privats de pobresa, obediència i castedat, i un quart vot de dedicar-se a l'apostolat entre els pobres i els camperols: aquest quart vot fou aprovat per Alexandre VII el 22 d'octubre de 1655, i confirmat per Pius XII en 1953. L'espiritualitat de la congregació estava impregnada de l'ideal contemplatiu de Pierre de Bérulle i Francesc de Sales, amics del fundador; els paüls volien ésser «cartoixans a casa, apòstols a fora».
La societat va tenir una ràpida difusió a la mort del fundador en 1660, quan ja eren presents en molts llocs de França, Itàlia, Irlanda, Tunísia, Algèria, Madagascar, Escòcia i Polònia.

### La congregació a Catalunya
A part un intent, frustrat, d'introduir la congregació a Barcelona el 1664, encara en vida del fundador, aquesta no hi fou establerta fins al 1704, que l'ardiaca Francesc Senjust i Pagès cridà quatre paüls d'Itàlia i constituí la primera comunitat a casa seva. Aquesta depengué de la província romana fins que el 1736 passà a formar part de la província de Llombardia. Del 1717 al 1834 els paüls donaren més de mil missions a totes les diòcesis catalanes i exercicis espirituals a seminaristes i a l'exèrcit. Fundaren cases a Palma (1736), Guissona (1751), Reus (1758), el seminari de Barbastre (Aragó, 1759) i Sot de Xera (Serrans, el 1820, d'on passaren a Russafa, Horta, el 1825).
El 1774 aquestes cases i les de la resta de l'Estat formaren la província d'Espanya, que va tenir com a casa central la de Barcelona fins al 1828, i des d'aleshores la de Madrid. El 1833 els paüls de Barcelona abandonaren la primitiva casa al carrer de Tallers (que esdevindria hospital militar i convent de mercedaris) i el 1844 s'instal·laren en casa pròpia al carrer de Provença.
El 1902 la província d'Espanya es dividí en les de Barcelona i de Madrid i aquesta, el 1969, en les de Madrid, Salamanca i Saragossa.

## Activitat i difusió
Els paüls tenen per finalitat d'evangelitzar i fer apostolat a zones rurals, fer retirs i exercicis espirituals, i la direcció de seminaris, associacions sacerdotals, missions a regions subdesenvolupades i la direcció espiritual de les Filles de la Caritat, congregació femenina fundada també per Vicenç de Paül.
Té actualment 19 províncies a Amèrica, 18 a Europa, 5 a Àsia, 4 a Àfrica i 1 a Oceania, en total 45, més 4 viceprovíncies i 5 regions. Avui, són presents a: Àfrica (Algèria, Camerun, Congo, Egipte, Eritrea, Etiòpia, Kenya, Madagascar, Moçambic, Nigèria, Ruanda-Burundi, Sud-àfrica); Amèrica (Argentina, Bolívia, Brasil, Canadà, Xile, Colòmbia, Costa Rica, Cuba, El Salvador, Equador, Guatemala, Haití, Hondures, Mèxic, Nicaragua, Panamà, Perú, Puerto Rico, República Dominicana, Uruguai, Estats Units, Veneçuela); Àsia (Xina, Filipines, Japó, Índia, Indonèsia, Iran, Salomó, Israel, Líban, Síria, Tailàndia, Turquia, Vietnam), Europa (Albània, Àustria, Bèlgica, Belarús, Croàcia, Dinamarca, França, Alemanya, Grècia, Anglaterra, Irlanda, Itàlia, Països Baixos, Polònia, Portugal, Txèquia, Romania, Rússia, Sèrbia, Eslovàquia, Eslovènia, Espanya, Ucraïna, Hongria) i Austràlia (Illes Fidji, Nova Guinea).
De la Província de Barcelona depenen les cases dels Països Catalans: Barcelona, Vallvidrera (Barcelona, 1960), Figueres (Alt Empordà, 1894), Bellpuig (Urgell, 1899), Lleida (1940), Palma (1736), Reus (Baix Camp, fundada de nou el 1966), València (1939) i Tanger (Alacantí). També depenen de la província de Barcelona tres residències a Brooklyn (Nova York) i la casa regional d'Hondures, amb 19 membres, un d'ells bisbe català.
Al final de 2009 la congregació tenia 516 cases amb 3.829 membres, entre ells 2.999 sacerdots i 30 bisbes.